# كأس هولندا 1998–99
كأس هولندا 1998–99 (بالهولندية: KNVB beker 1998/99)‏ هو الموسم 81 من كأس هولندا. أشرف على تنظيمه الاتحاد الملكي الهولندي لكرة القدم، وكان عدد الأندية المشاركة فيه 61، وفاز فيه أياكس أمستردام.